# Catalina Berroa
Catalina Berroa Ojea (28 février 1849 - 23 novembre 1911) est une pianiste, professeur de musique et compositrice cubaine. 

## Biographie
Catalina Berroa est née à Trinidad, à Las Villas. Elle a étudié avec plusieurs enseignants locaux pour maîtriser plusieurs instruments.  
Elle a dirigé une académie de musique à Trinidad où elle a enseigné à des étudiants dont son neveu, pianiste et compositeur, Lico Jiménez (en). Elle a également travaillé en tant qu'organiste à l'église Saint-François d'Assise et en tant qu'organiste et chef de chœur à l'église de la Santísima Trinidad,. 
Berroa a joué du violoncelle en trio avec Manuel Jimenez au violon et Ana Luisa Vivanco au piano. Elle a également joué en tant que violoniste dans le Brunet Theater orchestra. 

## Œuvres
Berroa a composé des chansons, des guarachas, des hymnes et de la musique sacrée et liturgique. 
- Canción La trinitaria, 1867
- Canción a Belisa y La Josefa, 1902
- Condenado, El talismán, La conciencia, La súplica, Rosa gentil, pour voix et guitare
- Guaracha de La Habana al Cerro, La cena del gato
- Marcha Conchita
- Música religiosa Flores de mayo, pour cor et piano
- La virgen de Cuba, pour cor
- Osalutaris, pour voix et orgue
- Salve a dos voces, pour voix et orgue
- Vals Cecilia, pour piano et banda
- El negro Miguel y Las flores, pour piano[2]

Sa musique a été enregistrée et publiée, notamment : 
- Vocal Recital: Provedo, Lucy - PALAU, R.L./SANCHEZ, J.P./DE BLANCK, H./ANCKERMANN, C./AGUERO, G./JIMENEZ, J.M. (La Perla) Colibri CD-091